# Majki
Majki é um filme de drama norte-macedônico de 2010 dirigido e escrito por Milcho Manchevski. Foi selecionado como representante da atual Macedônia do Norte à edição do Oscar 2011, organizada pela Academia de Artes e Ciências Cinematográficas.

## Elenco
- Ana Stojanovska - Ana
- Ratka Radmanovic
- Salaetin Bilal
- Vladimir Jacev - Kole
- Maria Kozhevnikova